# Султанија Махфируз Хатиџе
Махфируз Хатиџе (тур. Mahfiruz Hatice Hatun; око. 1590 —  1610) је била прва   конкубина султана Ахмеда I и мајка његовог првог сина султана Османа II.

## Биографија
Њено право име је непознато, рођена је око 1590. године у Кавказу од стране православних родитеља. У харем доспева тако што је Османлије отимају са њених десет година 1600, за време владавине Мехмеда III и добија име Хатиџе. Након смрти Мехмеда упада у харем Ахмеда I 1603.  Њено име, Махфируз, на персијском значи "Сјајни полумесец". Таква имена су добијала жене из царског харема. Име Махфирузе дао јој је Ахмед.
Султану Ахмеду I је подарила троје деце: два сина и једну кћерку. Од све њене деце Осман и принц Бајазит су поживели, a кћи Хатиџе је умрла 1610.Махфирузе умире убрзо после своје кћи.